# Wishing You Were Here
Wishing You Were Here is een lied van de Amerikaanse band Chicago. Het lied is geschreven door bassist Peter Cetera en gezongen door gitarist Terry Kath, samen met de Beach Boys. Het werd in oktober 1974 uitgebracht als derde en laatste single van het album Chicago VII met op de B-kant Life Saver. In Amerika haalde het de elfde plaats in de Billboard Hot 100; in Nederland haalde het pas in 1977 de hitlijsten, na het succes van If You Leave Me Now.

## Achtergrond
Wishing You Were Here werd in 1973 opgenomen op de Caribou Ranch in Nederland, Colorado. Omdat de toonsoort te laag bleek voor Cetera nam Kath de zang op zich, en tevens de baspartijen. Producer James William Guercio speelde mee op gitaar. De Beach Boys waren ook aanwezig op de Caribou Ranch; drie leden van deze bevriende band - Al Jardine, Carl Wilson en Dennis Wilson - verzorgden samen met Cetera de achtergrondzang.  
Deze samenwerking beperkte zich niet tot de studio; eind 1974 werd het lied gespeeld tijdens een zelf samengestelde oudejaarsshow op televisie. In de zomer van 1975 toerden beide bands samen door Amerika; Wishing You Were Here en andere Chicago-nummers zoals Feelin' Stronger Every Day waren onderdeel van de afsluitende jamsessie. In 1989 kwam er een tweede Beachago-tournee; omdat Kath (overleden) en Cetera (vertrokken) geen deel meer uitmaakten van de band werd Wishing You Were Here ditmaal gezongen door Beach Boys Mike Love en Carl Wilson. In 2022 toerden de Brian Wilson Band en Chicago samen. Tijdens de Chicago set kwamen leden van de Brian Wilson Band, waaronder Al Jardine, tijdens de Chicago set op het podium stage om de achtergrondvocalen te doen.
In 2009 nam Earth, Wind & Fire, een cover op als B-kant van de single You die samen met Chicago was opgenomen ter promotie van een dubbeltournee om geld in te zamelen voor de voedselbank. Chicago maakte de single compleet door EWF's Can't Let Go onder handen te nemen.

## Hitnoteringen

### NPO Radio 2 Top 2000
| Nummer met noteringen in de NPO Radio 2 Top 2000 | '03  | '04  | '05  | '06  | '07  | '08  | '09  | '10  | '11  |
| ------------------------------------------------ | ---- | ---- | ---- | ---- | ---- | ---- | ---- | ---- | ---- |
| Wishing You Were Here                            | 1349 | 1394 | 1376 | 1514 | 1843 | 1627 | 1594 | 1387 | 1867 |

1. ↑  Een vetgedrukt getal geeft de hoogste notering aan.
2. ↑  2003 was het eerste jaar met een notering voor dit nummer.
3. ↑  Deze tabel is bijgewerkt tot en met de meest recente editie (2024).